# Cassiano Dal Pozzo

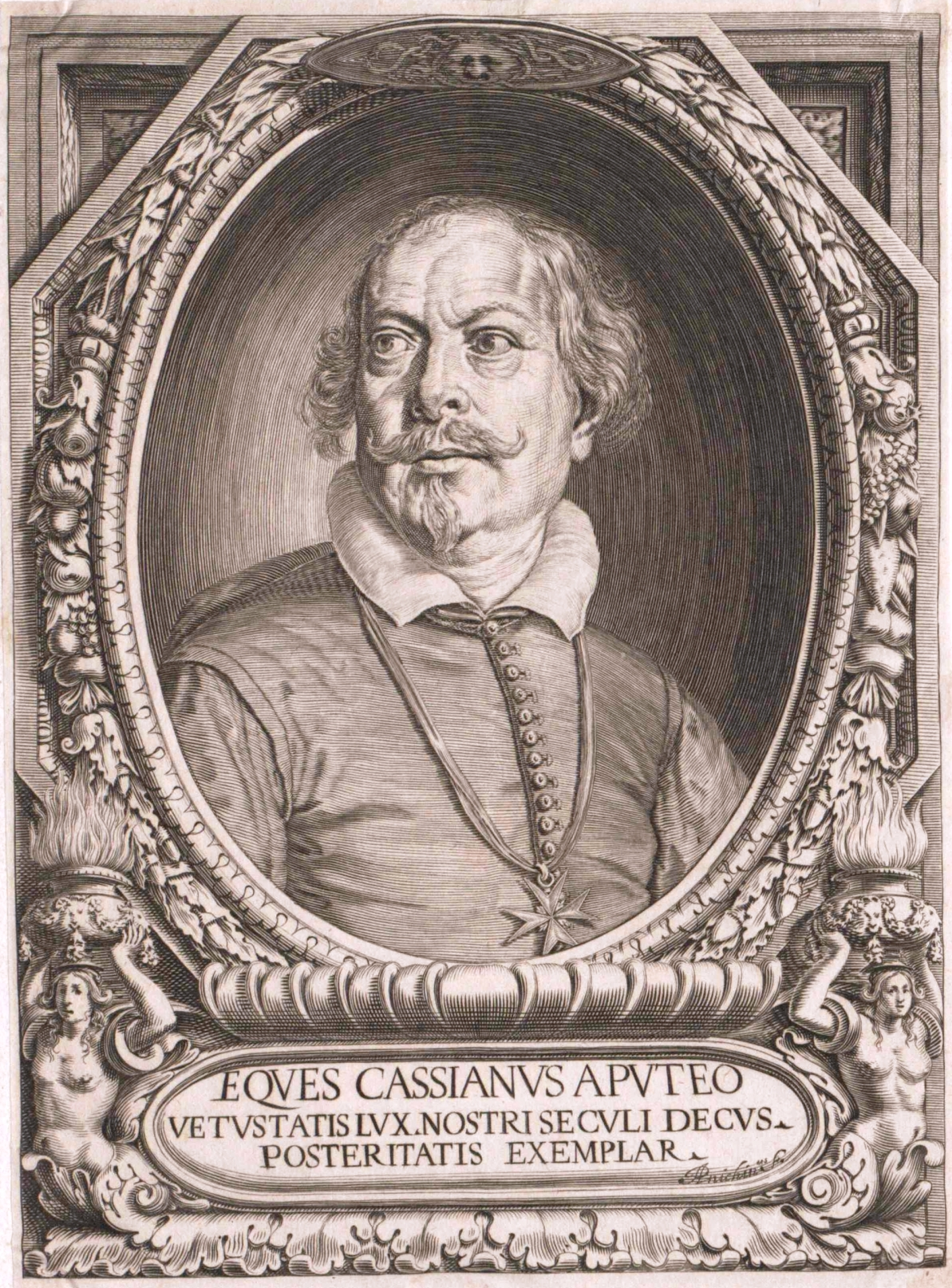
Cassiano dal Pozzo

Cassiano Dal Pozzo (* 21. Februar 1588 in Turin; † 22. Oktober 1657 in Rom) war ein römischer Gelehrter und Mäzen. Beim Nachnamen sind die Schreibweisen Dal Pozzo und dal Pozzo gleichermaßen üblich.

## Leben
Cassiano Dal Pozzo wurde in Turin geboren. Einen großen Teil seiner Jugend verbrachte er in Pisa im Hause eines Onkels, Carlo Antonio Dal Pozzo (1547–1607). Dieser war Erzbischof und Berater des Herzogs Ferdinando I. de’ Medici. Dal Pozzo erhielt eine sorgfältige Ausbildung, die er mit dem Grad eines Doktors beider Rechte abschloss. Pisa war damals berühmt wegen seiner Universität, hatte schon einen botanischen Garten und galt als Zentrum der Naturwissenschaften. In Pisa oder Florenz lernte er Galileo Galilei kennen, dem er sein Leben lang freundschaftlich verbunden blieb, auch während des von der Kurie gegen Galilei betriebenen Prozesses. 1606 kehrte er für kurze Zeit in den Piemont zurück, ab 1608 war er in Siena als Richter tätig, ab 1611 lebte er in Rom. 1622 wurde er Mitglied der von Federico Cesi gegründeten Accademia Nazionale dei Lincei. Ab 1623 stand er als Sekretär in Diensten des Kardinals Francesco Barberini, eines Neffen Papst Urbans VIII.
Nach dem Tod Federico Cesis kaufte Dal Pozzo aus dessen Nachlass Bücher, Materialien zu den Naturwissenschaften und naturkundliche Zeichnungen, die den Grundstock für seine in der damaligen Zeit einzigartige Sammlung und Dokumentation zur Archäologie und zu den Naturwissenschaften bildeten. Cassiano Dal Pozzo gehörte zu einem Kreis von adligen Kunstsammlern, Gelehrten, Buchhändlern und Verlegern, die sich für die Antike, die Wissenschaften und die zeitgenössische Kunst interessierten. Enge Beziehungen bestanden zu französischen Gelehrten, adligen Mäzenen und Mitgliedern des Pariser Hofs, wie überhaupt das Klima in Rom zur Zeit der Regierung Papst Urban VIII. ausgesprochen frankophil war.

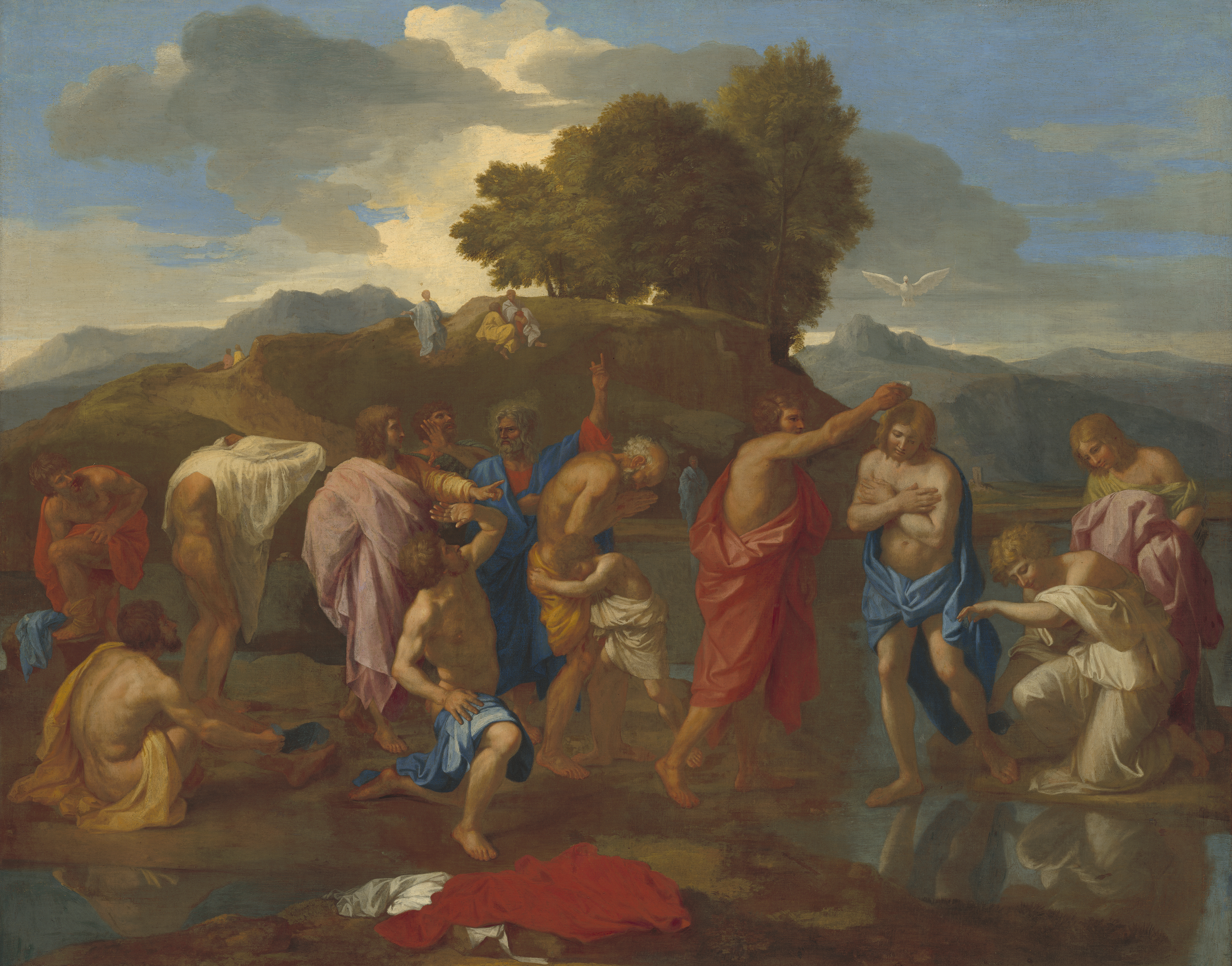
Poussin: Die Taufe aus dem Zyklus Die sieben Sakramente für Cassiano dal Pozzo (National Gallery of Art, Washington)

Dal Pozzo unterhielt einen riesigen Briefwechsel mit Korrespondenten in fast ganz Europa, ca. vierzig Bände dieses Briefwechsels sind erhalten. Diese Korrespondenz diente weniger dem Austausch wissenschaftlicher Erkenntnisse, sondern der Organisation des Wissenschaftsbetriebes und der Kunstvermittlung. Dal Pozzo stand zwar als Sekretär Kardinal Francesco Barberinis im Zentrum der Macht, trotzdem waren seine Einkünfte nicht üppig. Seine Gemäldesammlung zeitgenössischer Künstler war bescheiden. Von Nicolas Poussin besaß er ca. 40 Bilder, darunter die berühmten Sieben Sakramente und das Berliner Selbstbildnis. In seiner Sammlung waren 14 Bilder von Simon Vouet, zwei von Pietro da Cortona und einige Zeichnungen von Bernini.
Von 1625 bis 1626 unternahm er als Begleiter Barberinis Reisen nach Spanien und Frankreich, die zwar einen diplomatischen Auftrag hatten, beiden aber Gelegenheit gaben, französische und spanische Kunstsammlungen zu sehen und wichtige Kontakte zu knüpfen. Auch der erste Kontakt mit dem französischen Gelehrten und Antiquar Nicolas-Claude Fabri de Peiresc der bis zu Peirescs Tod nicht abriss, fand hier statt. Auf der Rückreise wurde Dal Pozzo 1626 in Florenz in die Accademia della Crusca aufgenommen.
Nach seiner Rückkehr nach Rom bezog er mit seinem Bruder und dessen Familie ein Haus in der Nähe von Sant’Andrea della Valle, wo er bis zu seinem Lebensende wohnte.

## Das Papiermuseum
Von besonderer Bedeutung ist das von Dal Pozzo zusammen mit seinem Bruder Carlo Andrea dal Pozzo II (* in Turin, † l. August 1689 in Rom) initiierte Projekts des Papiermuseums (it. Museo Cartaceo, lat. Museum Cartaceum), ein modern anmutendes Unternehmen der Dokumentierung aller noch sichtbaren Spuren antiken Lebens in Rom. Dabei ging es nicht um eine ästhetische Sicht der Antike, sondern um die Dokumentation antiker Realien, um die antike Sachkultur. Über vierzig Jahre lang beschäftigte er Zeichner, die römische Antiken und frühchristliche Relikte abzeichneten. Neben Zeichnungen, die historischen und archäologischen Zwecken dienten, wurden solche mit naturkundlichen Gegenständen gesammelt, ebenso Drucke zu Tagesereignissen sowie zahlreiche Zeichnungen und Drucke der Meister des sechzehnten Jahrhunderts. Sein Museum enthielt schließlich über 6.500 Zeichnungen. Die Ergebnisse ließ er in insgesamt 23 Büchern binden, geordnet nach fünf Themen.

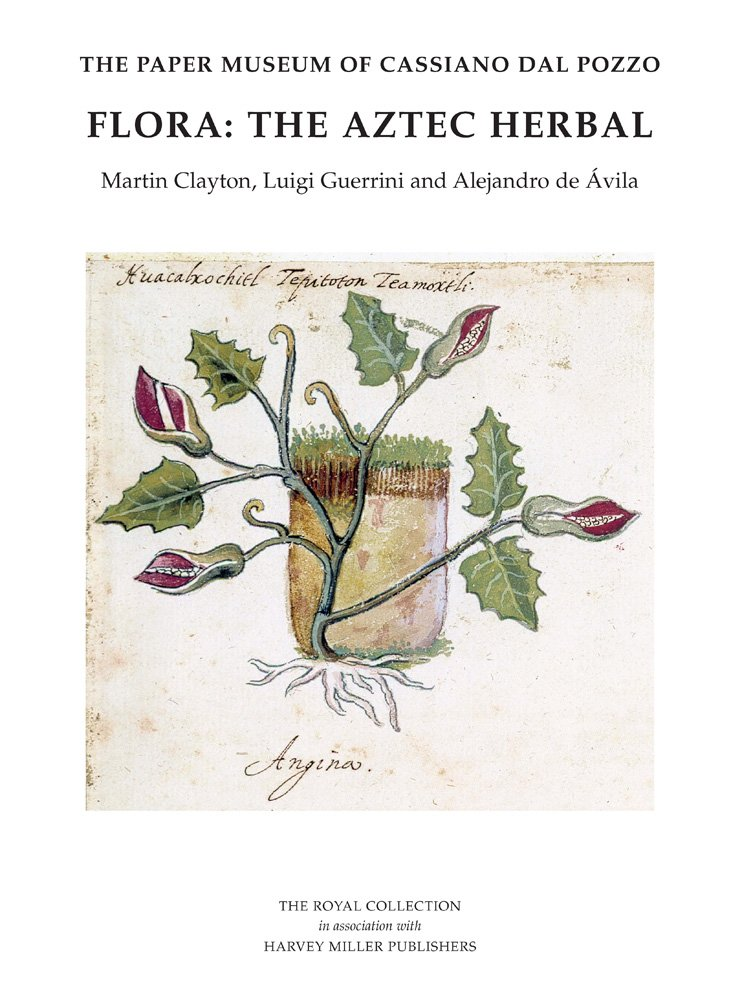
Museum Cartaceum, catalogue raisonné, 2003–2019

1. Dokumente zur Götterverehrung und zur Mythologie der Alten
2. Hochzeitsbräuche, Kleider, Trauerriten, Theater
3. Historien auf Triumphbögen
4. Vasen, Statuen, Gefäße, Geräte
5. Illustrationen zu Handschriften von Vergil und Terenz in der Biblioteca Vaticana, sowie Zeichnungen antiker Mosaiken

Ein Mangel dieses Archivs war allerdings das Fehlen eines Registers oder eines erschließenden Kommentars, so dass dieser enorme Fundus an Wissen ohne die Hilfe Dal Pozzos schwierig zu nutzen war.
Nach Dal Pozzos Tod setzte sein Bruder das Projekt fort. Im Jahre 1703 verkaufte die Familie Dal Pozzo das gesamte Archiv an Papst Clemens XI., von dem es in den Besitz des Kardinal Alessandro Albani überging. Ab 1743 arbeitete Johann Joachim Winckelmann als Bibliothekar für den Kardinal. Teile der Sammlung befinden sich heute in der Royal Library in Windsor Castle und im British Museum in London.